# Gira Qué Caro es el Tiempo
La Gira Qué Caro Es El Tiempo será una gira musical del cantante español Dani Martín, en celebración del lanzamiento de su cuarto álbum de estudio como solista.
Las fechas fueron anunciadas el 19 de noviembre de 2019 a través de las redes sociales de Martín, sería una única gira que llegaría a cinco ciudades españolas sin embargo se espera confirmación de fechas en México.

## Antecedentes
La gira hace parte del regreso de Dani Martín a los escenarios. Además de anunciar las fechas, el 21 de noviembre de 2019 ha lanzado su sencillo La Mentira que hará parte de su nuevo trabajo discográfico y que el mismo Martín define como una Cumbia Balcánica Apocalíptica ya que explora nuevos sonidos, nuevas letras y habla en primera persona lo que él considera hace parte de toda la sociedad.
La canción fue liberada a las 21:00 horas el 21 de noviembre de 2019 y luego fue cantada en exclusiva por primera vez en El hormiguero.
El 3 de junio de 2020 se anunció que debido a la crisis provocada por la pandemia mundial de coronavirus, el concierto programado para el 19 de junio de 2020 en la Ciudad de México, fue pospuesto, ahora para el 24 de septiembre del 2021.
En septiembre de 2021 se anunció de un nuevo aplazamiento al evento en México, debido a que no existen en el país latinoaméricano las condiciones sanitarias necesarias para dicho evento.

### Gira de firma de boletos
Como parte de la promoción que tiene la gira Dani Martín ha organizado una gira de firma de entradas en España que recorrerá las cinco ciudades donde se presentará y donde además de autografiar los boletos, firmará los recuerdos que sus fanáticos lleven que hayan recolectado durante los más de 20 años de carrera del músico español.
| Fecha                   | Ciudad    | País   | Recinto                          |
| ----------------------- | --------- | ------ | -------------------------------- |
| 22 de noviembre de 2019 | Bilbao    | España | El Corte Inglés Gran Vía         |
| 23 de noviembre de 2019 | Málaga    | España | El Corte Inglés Av. Andalucía    |
| 24 de noviembre de 2019 | Madrid    | España | El Corte Inglés Plaza del Callao |
| 26 de noviembre de 2019 | Barcelona | España | El Corte Inglés Av. del Paral    |
| 27 de noviembre de 2019 | Valencia  | España | El Corte Inglés C/ Pintor Maella |

## Fechas (2021)
Debido a la pandemia mundial por COVID-19 las fechas originales han sido aplazadas para 2021, quedando de la siguiente manera:
| Nueva Fecha             | Ciudad    | País   | Recinto                            | Notas                              |
| ----------------------- | --------- | ------ | ---------------------------------- | ---------------------------------- |
| 30 de octubre de 2021   | Valencia  | España | Auditorio Marina Sur               | Fecha original: 03/octubre/2020    |
| 31 de octubre de 2021   | Valencia  | España | Auditorio Marina Sur               | Fecha original: 03/octubre/2020    |
| 13 de noviembre de 2021 | Barcelona | España | Palau Sant Jordi                   | Fecha original: 31/octubre/2020    |
| 26 de noviembre de 2021 | Madrid    | España | Wizink Center                      | Fecha original: 09/octubre/2020    |
| 27 de noviembre de 2021 | Madrid    | España | Wizink Center                      | Fecha original: 10/octubre/2020    |
| 3 de diciembre de 2021  | Málaga    | España | Palacio de Deportes Martín Carpena | Fecha original: 26/septiembre/2020 |
| 4 de diciembre de 2021  | Málaga    | España | Palacio de Deportes Martín Carpena | Fecha original: 26/septiembre/2020 |
| 11 de diciembre de 2021 | Bilbao    | España | BEC                                | Fecha original: 24/octubre/2020    |
| 18 de diciembre de 2021 | Madrid    | España | Wizink Center                      | Fecha original: 16/octubre/2020    |
| 19 de diciembre de 2021 | Madrid    | España | Wizink Center                      | Fecha original: 17/octubre/2020    |
| 29 de diciembre de 2021 | Madrid    | España | Wizink Center                      |                                    |

## Fechas (2022)
Debido a las restricciones y limitaciones en aforos por la emergencia sanitaria de COVID-19, se abrieron más fechas:
| Nueva Fecha              | Ciudad                  | País   | Recinto                              | Notas |
| ------------------------ | ----------------------- | ------ | ------------------------------------ | ----- |
| 16 de abril de 2022      | Benicasim               | España | Recinto de Festivales de Benicàssim  |       |
| 13 de mayo de 2022       | Salamanca               | España | Multiusos Sánchez Paraíso            |       |
| 28 de mayo de 2022       | San Sebastián           | España | Donostia Arena-Illumbe               |       |
| 16 de junio de 2022      | Mérida                  | España | Estadio Romano José Fouto            |       |
| 18 de junio de 2022      | Santiago de Compostela  | España | Recinto Monte do Gozo                |       |
| 30 de junio de 2022      | Madrid                  | España | Recinto de IFEMA                     |       |
| 9 de julio de 2022       | Las Palmas              | España | Estadio de Gran Canaria              |       |
| 23 de julio de 2022      | Úbeda                   | España | Auditorio del Recinto Ferial         |       |
| 28 de julio de 2022      | Santander               | España | Campa de La Magdalena                |       |
| 29 de julio de 2022      | Gijón                   | España | Explanada Escuela Superior de Marina |       |
| 9 de agosto de 2022      | Calella de Palafrugell  | España | Jardí Botànic de Cap Roig            |       |
| 12 de agosto de 2022     | Calviá                  | España | Recinto Antiguo Aquapark             |       |
| 14 de agosto de 2022     | Alicante                | España | Plaza de Toros de Alicante           |       |
| 19 de agosto de 2022     | Puigcerdá               | España |                                      |       |
| 21 de agosto de 2022     | Chiclana de la Frontera | España | Poblado de Sancti Petri              |       |
| 23 de agosto de 2022     | Marbella                | España | Cantera de Nagüeles                  |       |
| 24 de agosto de 2022     | Marbella                | España | Cantera de Nagüeles                  |       |
| 10 de septiembre de 2022 | Granada                 | España | Plaza de Toros de Granada            |       |
| 16 de septiembre de 2022 | Albacete                | España | Estadio José Copete                  |       |
| 17 de septiembre de 2022 | Valladolid              | España | Feria de Valladolid-Patio Exterior   |       |
| 23 de septiembre de 2022 | Mairena del Aljarafe    | España | Recinto del Centro Hípico            |       |
| 30 de septiembre de 2022 | Almería                 | España | Auditorio del Recinto Ferial         |       |
| 1 de octubre de 2022     | Murcia                  | España | Plaza de Toros La Condomina          |       |
| 15 de octubre de 2022    | Zaragoza                | España | Pabellón Príncipe Felipe             |       |
| 29 de octubre de 2022    | Pamplona                | España | Navarra Arena                        |       |
| 5 de noviembre de 2022   | La Coruña               | España | Coliseum da Coruña                   |       |
| 3 de diciembre de 2022   | Barcelona               | España | Palau Sant Jordi                     |       |

## Evento(s) cancelado(s)
| Fecha                | Ciudad           | País   | Recinto             | Notas |
| -------------------- | ---------------- | ------ | ------------------- | ----- |
| 7 de octubre de 2022 | Ciudad de México | México | Teatro Metropólitan | [ 7 ] |